# カルケミシュ
カルケミシュ（Carchemish、またはKarkemishとも綴られる）は北部シリア地方における重要な古代都市。歴史上、ミッタニ（ミタンニ）、ヒッタイト、アッシリアの一部であったが、独立していた時代もあった。この都市は『旧約聖書』（エレミヤ書、46:2）にも記される、バビロニア人とエジプト人の重要な戦い（前605年頃）の舞台でもあった。現在ではトルコとシリアの国境線上にあり、トルコ側では現代の都市カルカミスが、シリア側ではジャラブルスが隣接している。現代の地名の元の形はジェラビス（Djerabis）またはイェラビス（jerabis）であると見られ、恐らくヘレニズム・ローマ時代の居住地の名であるエウロポス（Europos）から派生したものである。

## 名称
各言語における表記としては、トルコ語：カルカミス/Karkamış、[ˈkɑːrkəmɪʃ]、KAR-kəm-ishまたは[kɑːrˈkiːmɪʃ]、kar-KEE-mish、ヒッタイト語：𔑵𔗧𔖻𔑺、Karkamiš、𔗧𔖱𔗧𔖻𔑶、Karakamisà/Karikamisà

、アッカド語：𒃻𒂵𒈩、Gargamiš
 エジプト語、𓈎𓄿𓂋𓏭𓈎𓄿𓐛𓏭𓂝𓆷𓄿𓌙𓈉、qꜣrjqꜣmjꜥšꜣ、ヘブライ語：כַּרְכְּמִישׁ、Karkəmīšなどとなっている。

## 地理

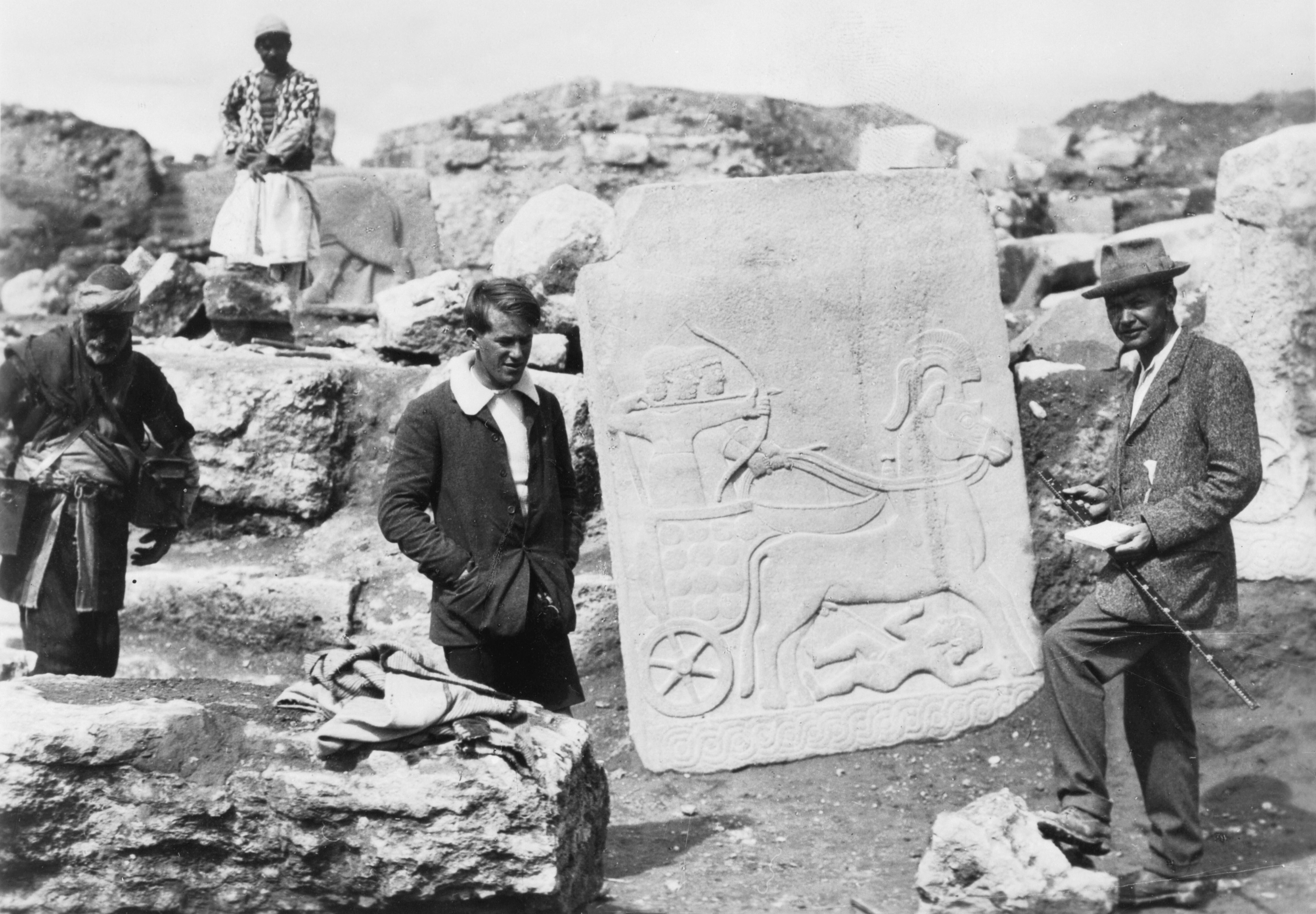
トーマス・エドワード・ロレンスとレオナード・ウーリー（右）によって発見された初期ヒッタイトの遺物。カルケミシュにて。

カルケミシュは現在、ユーフラテス川の西岸、トルコ領ガズィアンテプの南東60キロメートル、シリア領アレッポの北東100キロメートルに位置する広大な遺跡群である（全体の面積は90ヘクタール。トルコ側が55ヘクタール、シリア側が35ヘクタール）。カルケミシュ遺跡内をバグダード鉄道が横断しており、この鉄道はトルコとシリアの国境となっている。遺跡は川沿いのアクロポリスを含み、それは土製の城壁で囲まれた内側の町（Inner Town）と外側の町（Outer Town、大部分がシリア領にある）からなる。トルコ軍の基地が遺跡に設営されているが、現在アクセスが制限されているのはアクロポリスのみである。

## 調査史

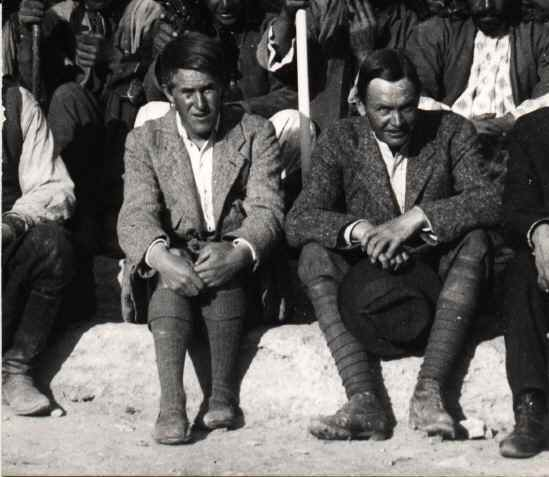
トマス・エドワード・ロレンスとレオナード・ウーリー（右）カルケミシュにて。1913年春。

カルケミシュは『旧約聖書』で幾度も言及されており（エレミヤ書46:2、歴代誌第二35:20、イザヤ書10:9）、エジプトとアッシリアの文書でも言及されるため学者から良く知られていた。しかしながら、その場所がジョージ・スミスによって特定されたのは1876年になってからのことであった。それまでは、ハブール川とユーフラテス川の合流点にある古代都市シルケシウムがカルケミシュであると誤認されていた。なお、初期の学者にはジャラブルスがヒエラポリス・バンビュケであると考える者もいたが、この遺跡は実際には現代のシリア領マンビジに位置する。
カルケミシュ遺跡は1878年から1881年にかけてパトリック・ヘンダーソン領事によって、そして1911年から1914年にかけてデーヴィッド・ジョージ・ホガースの下で、大英博物館によって発掘された。1911年にはホガース本人が、1912年から1914年にかけてはレオナード・ウーリーとトマス・エドワード・ロレンス（アラビアのロレンス）が現地に入っていた。最後の発掘は1920年にウーリーとフィリップ・ラングスタッフ・オルド・ガイによって行われた。第一次世界大戦のために1914年に発掘が中断され、1920年のトルコ独立戦争と共に終了した。それまでの発掘で防衛設備、神殿群、宮殿群、ルウィ語の象形文字碑文を伴う多数の玄武岩製の彫像とレリーフなど、アッシリア時代と新ヒッタイト時代の重要な遺構が発見された。1956年から1998年の間にトルコ陸軍によって遺跡全体に地雷が敷設された。

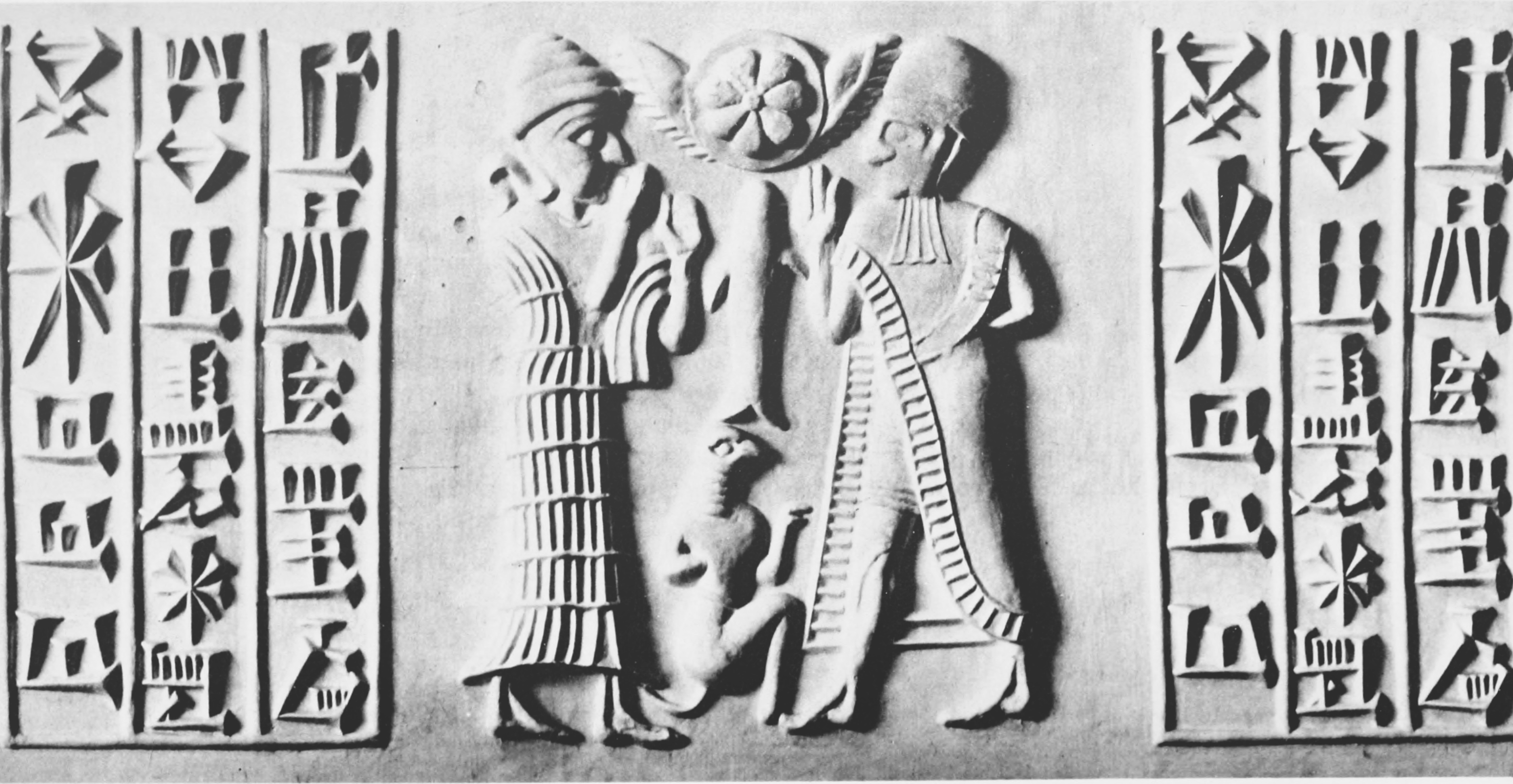
古いシリアの印章。アプラハンダの娘マトルンナ（Matrunna）が女神クババに礼拝している。前18世紀初頭。.

2011年2月にカルケミシュ遺跡のトルコ側部分で地雷除去作業が終了し、2011年9月から考古学的調査が再開された。「内側の町」と「外側の町」の発掘はニッコロ・マルケッティ（Nicolò Marchetti）教授の指揮でトルコとイタリア（ガズィアンティプ大学、イスタンブル大学、およびボローニャ大学）の合同チームによって行われた。
2012年の8月から11月にかけての第2期調査で、いくつかの新たな美術品の発見と考古学的発見があった。最も注目すべきはthe Processional Entry（人々の行列の浮彫が施された王門）の東側のカトゥワの宮殿（Katuwa's palace、前900年頃）である。
2013年5月から10月の第3期調査では、カトゥワの宮殿の発掘範囲が拡張され、マルドゥク神の名の下で行われた祓魔術の粘土板文書が回収され、「内側の町」のなかにあるロレンス発掘小屋跡からは文字通り何百もの彫刻や象形文字碑文の破片が回収された。
第4期調査は2014年5月に始められ、2014年10月まで続けられた。カトゥワの宮殿ではガゼルを運ぶ人々の行列を精巧に彫った羽目板が発見された。それらのうちいくつかは四角い平板で舗装された中庭に隣接して設置されていた。新アッシリア時代にはこの中庭は川の小石で作られ、黒と白が交互に並べられた正方形のモザイクの床で覆われていた。ロレンスの発掘小屋は完全に発掘された。
2015年4月から10月までの第5期調査には、宮殿エリアの後期ヒッタイト時代の彫刻および新アッシリア時代の改修跡でより重要な発見があった。その中にはサルゴン2世がこのカルケミシュ市をどのように占領し作り変えたかについての説明を展示することを意図したユニークな楔形文字文書を刻んだ粘土角柱の破片など数十点の物品がある。この角柱は前605年に新バビロニアがこの都市を占領した際に封印され、深さ14メートルの井戸から回収された。
2016年5月から7月の第6期調査では、国境地帯における警備強化による壁の建設（後述）に伴って多くの発掘区が開かれた。これらによって2016年には周辺地区でも完全な層序記録が得られ、LB II（後期青銅器時代2期）からハカーマニシュ朝（アケメネス朝）時代にかけての都市開発についての理解が大幅に拡大した。
2017年5月7日から7月18日の第7期調査での大きな進展には、アクロポリスの北西端における発掘の開始や、東の下の宮殿（the eastern Lower Palace）地区のLB IIに属する記念碑的建造物の発見がある。出土品の中には完全な状態で発見された鉄器時代の新たな彫刻芸術作品があり、加えてヒッタイト帝国時代の粘土板文書の断片、約250個の彫刻されたブッラなどが特筆される。
2019年5月4日から7月20日までの第8期調査では、アクロポリス頂上にLB IIに属する巨大な宮殿が存在することが明らかにされ、C地区東（area C East）でより多くの建造物が発掘・発見されるとともに（これらはヒッタイトのE2.KIŠIBと見られる）、S地区（area S）では鉄器時代I期の倉庫設備がさらに明らかにされた。ガズィアンテプ市とガズィアンテプ県の支援の下、保全・展示作業が完了し、2019年7月13日からカルケミシュ遺跡の上記の3つの大学およびイタリア外務省、サンコ・ホールディング（the Sanko Holding）が財政的な支援を与えており、Şahinbey MunicipalityとInta A.Şが技術的な支援を行っている。
遺跡のシリア側の調査はカルケミシュ・プロジェクトの一環として執り行われた。カルケミシュの「外側の町」はレヴァント・イギリス調査評議会とイギリス学士院の資金と後援を受け、故T・J・ウィルキンソン教授とE・ペルテンバーグ（E. Peltenburg）の指揮の下、ダマスカスのDGAM（Directorate-General of Antiquities）と共同で行われた。
シリア側に広がる「外側の町」地域はシリア内戦以前に危機遺産に登録されており、耕作の拡大、そして特に都市域の浸食によって世界遺産基金（Global Heritage Fund）によって「危機にある（at risk）」に分類されている。「外側の町」のシリア部分のフィールド評価では、現代のジェラブルス都市域の境界が「外側の町」の上にまで広がっていることが記録されている。2019年7月、カルケミシュでのトルコとイタリアの考古学調査では、シリアの「外側の町」の科学的な視察が行なわれ、広がり続けるジェラブルスの町による浸食や、国境の南に建設されたトラック用施設からこの地域を守ることが求められた。ジェラブルス市議会はカルケミシュ遺跡の鉄器時代の市壁に囲われた地域全域を「第一保護地区（first degree protected site）」であると定めた。これはこの地区での活動が全面的に禁止されたことを意味する。
2016年2月、トルコ軍によってユーフラテス橋（Euphrates bridg）とカルカミス駅の間に延びる鉄道路線の南側にプレハブ式の防犯用の壁（カルケミシュの古代遺跡に損傷を与えないよう、基礎は作られていない）が設置された。

## 居住史
座標: 北緯36度49分47秒 東経38度00分54秒 / 北緯36.82972度 東経38.01500度

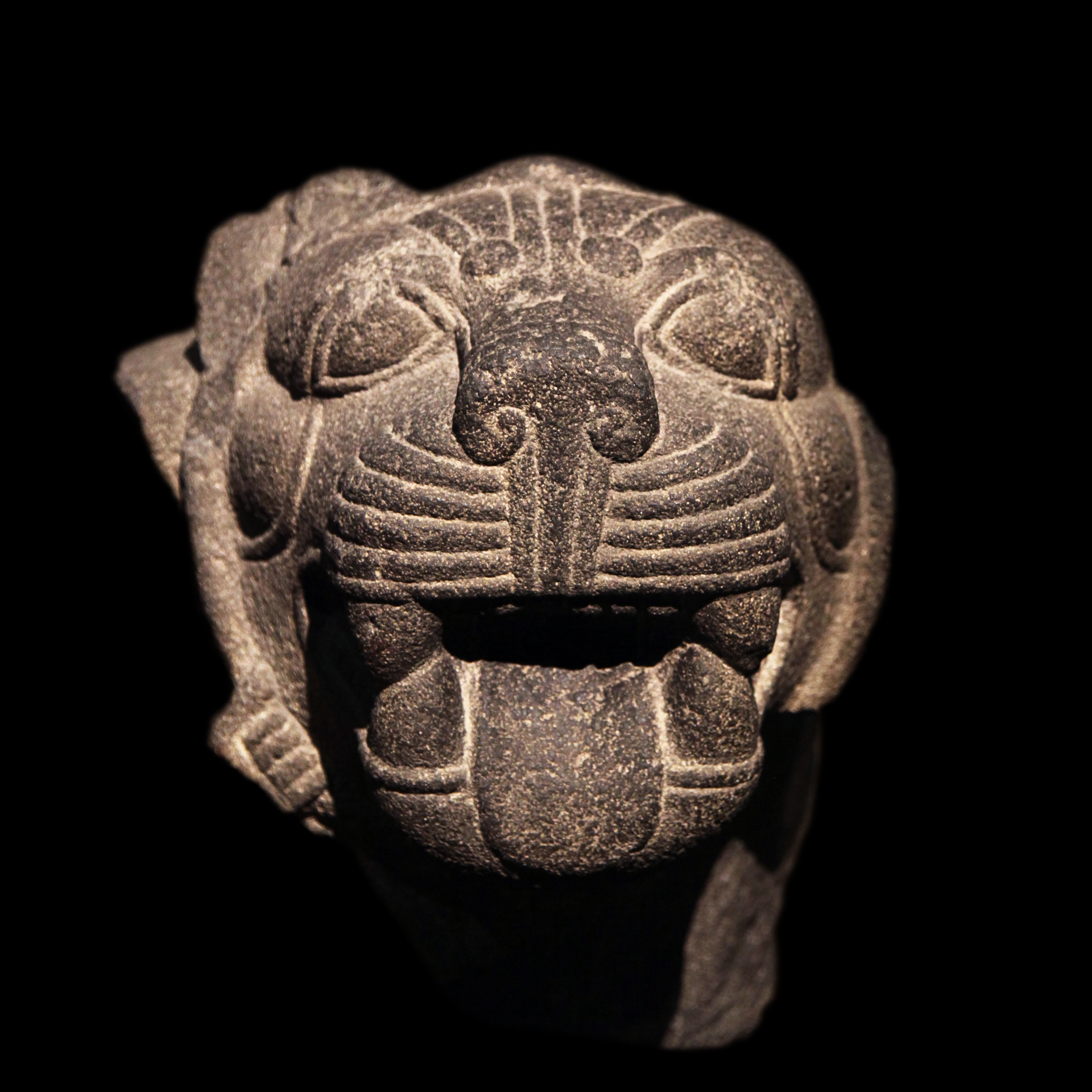
カトゥワ王のモニュメントにあった玄武岩製の獅子頭像。大英博物館収蔵。

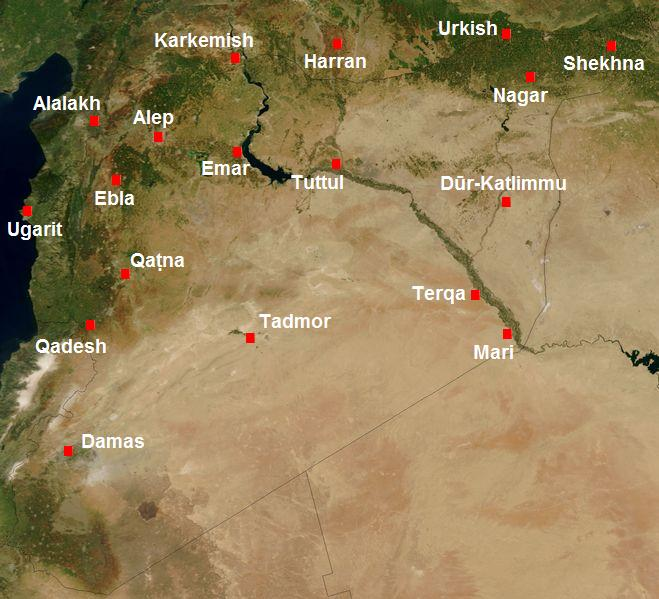
前2千年紀のシリアの地図。カルケミシュの位置は「Karkemish」という表記で示されている。

カルケミシュは新石器時代または金石併用時代以来人類が居住しており（甕棺〈pot burials〉の埋葬跡がある）、前2400年頃（初期青銅器時代）からは石棺（cist tombs）が見つかるようになる。エブラで発見された前3千年紀の文書庫の文書にもカルケミシュへの言及がある。マリおよびアララハの文書庫で見つかった前1800年頃に年代付けられる文書によれば、カルケミシュはアプラハンダという名の王によって統治されており、木材貿易の重要拠点であった。カルケミシュはウガリトおよびミッタニ（ミタンニ、ハニガルバト）と条約を結んでいた。古代には、この都市はユーフラテス川の渡し場となるこの地域の主要な浅瀬を支配下においていた。このことはその歴史的・戦略的重要性に極めて大きく寄与していたに違いない。
エジプト第18王朝のファラオ・トトメス1世はカルケミシュ近郊に自らのシリアおよびユーフラテス川の向こう側の土地の征服を記念した石碑を建立している。ファラオ・アクエンアテンの治世終わり頃、カルケミシュはヒッタイト王シュッピルリウマ1世（前14世紀頃）によって占領された。彼はカルケミシュを息子のピヤシリが統治する王国とした。
後期青銅器時代の間、カルケミシュはヒッタイト帝国の最も重要な拠点の1つとなり、前13世紀頃にはその頂点に達した。前1200年のカタストロフの最中、ヒッタイト帝国が海の民の手に落ちた時にも、カルケミシュは海の民の攻撃を生き延び、鉄器時代のシロ・ヒッタイト国家群の重要な首都となった。ラムセス3世はメディネト・ハブ葬祭殿の治世第8年の碑文でカルケミシュが海の民によって破壊されたと述べているが、カルケミシュは間違いなくこの攻撃を生き延びている。クジ・テシュブ1世はこの地で権力を行使したことが証明されている人物であるが、彼は最後のヒッタイト王シュッピルリウマ2世の同時代人であったタルミ・テシュブの息子であった。彼とその後継者たちは小アジア南東部から北部シリアおよびユーフラテス川の西側屈曲部の間に広がる「小帝国」を、「大王」の称号の下に支配した。このことはクジ・テシュブが彼自身を偉大なるシュッピルリウマ1世の家系（ヒッタイト王家）の真の後継者と見做していたこと、そしてヒッタイトの首都ハットゥシャの王家がもはや存在しなかったことを示している。カルケミシュの強力な王国は前1175年頃から前975年まで続いた。やがて、周辺の支配地を徐々に失いはじめ、カルケミシュ市周辺を中心とした地方都市国家になっていった。
カルケミシュの守護女神は恐らくフルリ人（フリ人）に起源を持つ神であるクババである。この女神は長いローブを纏い、鏡を持つ立ち姿、または座った姿の威厳ある女性として描写された。この都市で崇拝される主たる男神はヒッタイトの牡鹿の神クルンタ（Kurunta）と同系の神、カルフハ（Karhuha）であった。
前9世紀、サンガラ（Sangara）王がアッシリアのアッシュル・ナツィルパル2世とシャルマネセル3世に貢納を納めた。そしてピシリ（Pisiri）王治世下の前717年、カルケミシュはサルゴン2世に征服された。2015年に初めてサンガラの名が記録された象形文字碑文がカルケミシュ遺跡自体から発見された（これは1876年に後述するジョージ・スミスによって描かれた石碑の頂上部であり、1881年に大英博物館に運ばれた）。サルゴン2世はカルケミシュを重要な属州の首都へと変えた。
前605年の夏、ネブカドネザル2世のバビロニア軍とファラオ・ネコ2世のエジプトおよびアッシリア軍の残党（エレミヤ書46:2）の間でカルケミシュの戦いが行われた。ネコ2世の遠征の目的は新バビロニアの西進を食い止め、ユーフラテス川を渡る交易路を遮断することであった。しかし、エジプト軍はバビロニア軍の奇襲によって敗退し、最終的にシリアから放逐された。
トルコとイタリアによる発掘調査では、カルケミシュ遺跡には、新バビロニアによる短期間のカルケミシュ占領から1900年代初頭の最終的なカルケミシュの放棄に至るまでの間にハカーマニシュ朝（アケメネス朝）による占領の3つの層、ヘレニズム時代に行われた重要な再建、後期ローマ時代の記念碑的な層、初期ビザンツ時代およびアッバース朝期の3つの層が存在することが発見された。

### カルケミシュ王の一覧

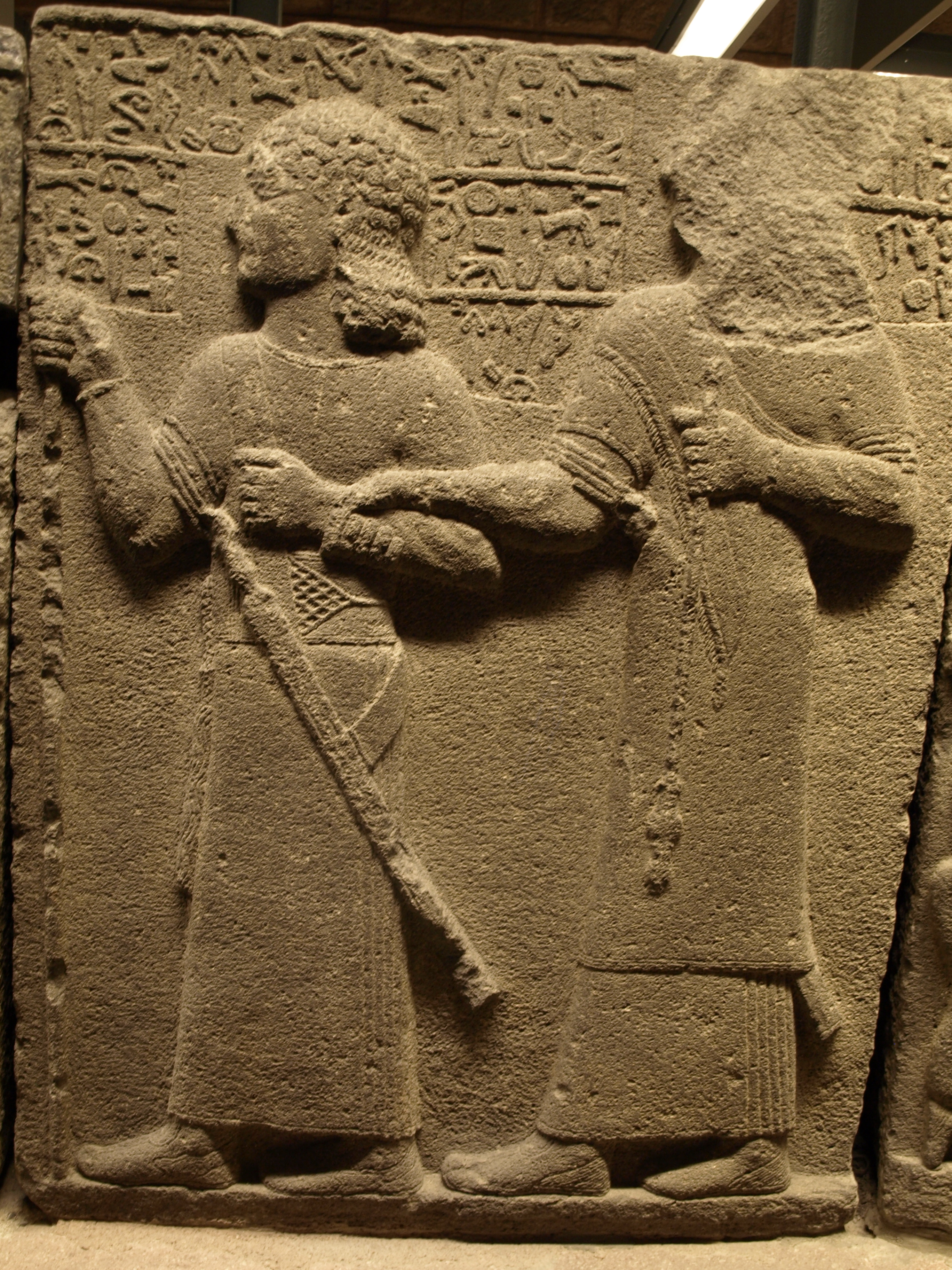
ヤリリ（Yariri、右）とカマニ（Kamani、左）。摂政および後のカルケミシュの統治者。

| 君主                                             | 推定統治年代（紀元前） | 備考                                           |
| ------------------------------------------------ | ---------------------- | ---------------------------------------------- |
| アドニ・アンダ (Adni-anda)（？）                 | ?-1786                 |                                                |
| アプラハンダ1世                                  | 1786頃-1764頃          | アドニ・アンダ (Adni-anda)の息子               |
| ヤタル・アミ                                     | 1764頃-1763頃          | アプラハンダ1世の息子                          |
| ヤフドゥン・リム                                 | 1763頃-1745頃?         | ビヌ・アミ (Bin-Ami)の息子                     |
| アプラハンダ2世 (Aplah-anda II)                  | 1745頃?-?              | ヤフドゥン・リムの息子？                       |
| ピヤシリまたはシャリ・クシュク（Sharri-Kushukh） | 前1315頃               | ヒッタイト王シュッピルリウマ1世の息子          |
| [ ... ]シャルマ（sharruma）                      |                        | ピヤシリの息子                                 |
| シャクルヌワ（Shakhurunuwa）                     |                        | ピヤシリの息子                                 |
| イニ・テシュブ1世                                | 1230頃                 |                                                |
| タルミ・テシュブ                                 | 1200頃                 |                                                |
| クジ・テシュブ                                   | 1170頃                 | ヒッタイトの滅亡後「大王」の称号を用いた。     |
| イニ・テシュブ2世（Ini-Teshub II）               | 1100頃                 |                                                |
| トゥトハリヤ                                     | 1100頃                 | イニ・テシュブ2世の前、または後I               |
| サパジティ（Sapaziti）                           | 1025頃                 |                                                |
| ウラタルフンダ（Uratarhunda）                    | 1000頃                 |                                                |
| スヒ1世                                          | 975頃                  |                                                |
| アストゥワラマンザ                               | 950頃                  |                                                |
| スヒ2世                                          | 925頃                  |                                                |
| カトゥワ                                         | 900頃                  |                                                |
| スヒ3世 (Suhi III)                               | 890頃                  |                                                |
| サンガラ                                         | 870頃-848頃            |                                                |
| イサルウィラムワ (Isarwilamuwa)                  | 840頃                  |                                                |
| クワラナムワ (Kuwalanamuwa)                      | 835頃                  |                                                |
| アスティル1世                                    | 830頃                  |                                                |
| ヤリリ（摂政、regent）                           | 815頃                  |                                                |
| カマニ                                           | 790頃                  |                                                |
| サストゥラ                                       | 760頃                  |                                                |
| アスティル2世                                    | （？）                 |                                                |
| ピシリ                                           | 730代頃                | 最後の王。717年、サルゴン2世によって破られた。 |

## 物質文化
カルケミシュから発掘された多くの品々の中で、この地域に典型的なのはシリア手製騎馬像（Euphrates Handmade Syrian Horses and Riders）とシリア柱状人物像である（Euphrates Syrian Pillar Figurines）。これらの粘土製像は前8世紀半ばから前7世紀に年代付けられ、カルケミシュから数百点発見されている。これらのテラコッタはカルケミシュの新アッシリア時代に製造されたものであり、現代では男性像と女性像が重要な公共の役割を果たす人物たちを象ったものであると考えられている。